# Székelyszabar
Székelyszabar, korábban Hercegszabar,  (németül Sabern) község Baranya vármegyében, a Mohácsi járásban.

## Fekvése
Mohácstól nem messze északnyugatra fekszik.
A szomszédos települések: északkelet felől Görcsönydoboka, kelet felől Mohács, dél felől Lánycsók, nyugat felől Kisnyárád, északnyugat felől pedig Himesháza.

### Megközelítése
Legfontosabb közúti megközelítési útvonala az 5607-es út, mely Mohácstól Pécsvárad térségéig húzódik, ezen érhető el mindkét végponti város irányából. Határszélét északnyugaton érinti még az M6-os autópálya is, de annak nincs csomópontja a község területén. Ugyancsak érinti még a Lánycsók-Kisnyárád közti 56 112-es számú  mellékút is.

## Története
Az először 1389-ben Zabar néven említett település a törökök kiűzését követően Károly főherceg birtoka lett, ezért akkor Hercegszabar volt a neve.
A Székely előtag a falu német lakossága egy részének kitelepítését követően a helyükbe érkezett székelyekre utal. A település a török hódoltság alatt, illetve a 17. század végére elnéptelenedett.
1930-ban 32 magyar, 1048 német és 1 egyéb anyanyelvű lakosa volt. A második világháború után megváltozott a lakosság összetétele, s az 1970-ben a felvidékiekkel és székelyekkel együtt már 502 magyar és 479 német élt itt. A falu egykor a bellyei uradalomhoz is tartozott, 1925 és 1950 között pedig a kölkedi körjegyzőséghez, így az anyakönyvet is ott vezették. A Szabar helynév alapjául a Sobor személynév szolgált.
A község egyedi, különleges címerét egy 1746-ból származó pecsétnyomó mintázata alapján készíttették, s így az ábrája nem a megszokott, a lakosság foglalkozására utaló jel, hanem Szűz Máriát tünteti fel, fején koronával, glóriával, kezében jogarral, ölében a kis Jézussal. Miután a régi, baranyai pecsétek közül egyedül a szabarin a körirat rövid német szavakkal „Mária segítsége Szabar kínjaira” gondolatot is tartalmazta, a mai címert a heraldikai hagyományoknak megfelelően egy latin felirat fogja körül, amely a fordítás szerint azt fogalmazza meg: „Mindig szükség van fáklyára”.
2001-ben lakosságának 22,5%-a vallotta magát német nemzetiségűnek.

## Közélete

### Polgármesterei
- 1990–1994: Ifj. Szigyártó József (független)[3]
- 1994–1998: Szigyártó József (független)[4]
- 1998–2002: Szigyártó József (független)[5]
- 2002–2006: Szigyártó József (független)[6]
- 2006–2010: Pakusza Zoltán (független)[7]
- 2010–2014: Pakusza Zoltán (független)[8]
- 2014–2019: Pakusza Zoltán (független)[9]
- 2019–2024: Kemény Balázs (független)[10]
- 2024– : Kemény Balázs (független)[1]

## Népesség
A település népességének változása:
| Lakosok száma | 576  | 566  | 556  | 517  | 541  | 510  | 520  | 518  |
|               | 2013 | 2014 | 2015 | 2019 | 2021 | 2022 | 2023 | 2024 |

A 2011-es népszámlálás során a lakosok 80,6%-a magyarnak, 0,7% cigánynak, 1,4% horvátnak, 27,2% németnek, 0,2% ukránnak mondta magát (18,9% nem nyilatkozott; a kettős identitások miatt a végösszeg nagyobb lehet 100%-nál). A vallási megoszlás a következő volt: római katolikus 60,5%, református 4,1%, evangélikus 0,5%, felekezeten kívüli 4,7% (30,2% nem nyilatkozott).
2022-ben a lakosság 82,7%-a vallotta magát magyarnak, 27,1% németnek, 0,6% horvátnak, 0,4% cigánynak, 0,2% örménynek, 0,2% románnak, 2% egyéb, nem hazai nemzetiségűnek (15,1% nem nyilatkozott; a kettős identitások miatt a végösszeg nagyobb lehet 100%-nál). Vallásuk szerint 51,6% volt római katolikus, 2,4% református, 0,2% evangélikus, 0,4% egyéb keresztény, 0,4% egyéb katolikus, 6,9% felekezeten kívüli (38,2% nem válaszolt).

## Nevezetességei
- Római katolikus templom

A község templomát 1806-ban Sarlós Boldogasszony tiszteletére szentelték fel. Főoltárát Olaszországból hozták 1927-ben. A régi főoltárt a templom oldalfalán helyezték el. 1977-ben festve lett, 1980-ban szembemiséző oltárt kapott carrarai márványból.
A templom mellett két kápolna van. Az egyik 1877-ben épült Szent Rókus tiszteletére, a másikat, amely ma műemlék jellegű, a Kálvárián alakították ki 1882-ben és a Fájdalmas Szűz tiszteletére szentelték fel.
- Nagy tölgyfa

A hagyomány szerint Székelyszabar Nagy tölgyfa nevű helye egy védett faóriásra utal. Kétszáz évesre becsülték. Többször villám csapott bele és elszáradt. Az 1970-es évek közepén kivágták. E helyhez kötődik a csóvagyújtás népszokása. A farsangvasárnapot követő vasárnap a legények hosszú rudakra sáscsóvát, nádcsóvát vagy szalmacsóvát kötöttek. Alkonyatkor kivonultak a dombokon álló két nagy fához. Ott meggyújtották a csóvát és körbeforgatták. A lakosság az udvarokból figyelte őket. Egyesek szerint ez azt jelentette, hogy legyen termékeny a határ, ne legyen jégeső, amerre a tűz világít és amerre a füst száll. A szokás kultikus célja már elhomályosult.
- Vaskapu

A település Vaskapu nevű külterületi részéhez a magyar történelem egy eseménye kötődik. Pesty Frigyes, a 19. század neves tudósa szerint "itt állott 1526-ban 300 pétsi diák őrt a török ellen". Ete János volt mohácsi helytörténész véleménye alapján "a hagyomány szerint Vaskapu neve onnan származik, hogy 1526-ban a pécsi egyetem hallgatói itt, mint egy vaskapu álltak ellen a töröknek". E részt nevezik Süssloch-nak is. Valamikor a katonaság lőtere volt. Az itteni csárda közelében még a 18. század végén vagy a 19. század elején jött létre a német kistelkesek települése.